# ISO 3166-2:GD
ISO 3166-2:GD is een ISO-standaard met betrekking tot de zogenaamde geocodes. Het is een subset van de ISO 3166-2 tabel, die specifiek betrekking heeft op Grenada. 
De gegevens werden tot op 15 november 2016 geüpdatet op het ISO Online Browsing Platform (OBP). Hier worden 6 parochies - parish (en) / paroisse (fr) – en 1 afhankelijk gebied - dependency (en) / dépendance (fr) – gedefinieerd.
Volgens de eerste set, ISO 3166-1, staat GD voor Grenada, het tweede gedeelte is een tweecijferig nummer (met voorloopnul).

## Codes
| Code  | Naam                       | Categorie          |
| ----- | -------------------------- | ------------------ |
| GD-01 | Saint Andrew               | parochie           |
| GD-02 | Saint David                | parochie           |
| GD-03 | Saint George               | parochie           |
| GD-04 | Saint John                 | parochie           |
| GD-05 | Saint Mark                 | parochie           |
| GD-06 | Saint Patrick              | parochie           |
| GD-10 | Southern Grenadine Islands | afhankelijk gebied |